# 日景温子
日景 温子（ひかげ あつこ、8月29日 - ）は日本の俳優。
東京都生まれ。文学座所属。身長160cm。

## 来歴
映画やドラマなどの照明技師の父と衣裳スタッフの母のもとに生まれる。
野球が好きな父の影響もあり、幼少期からソフトボール、野球をはじめ、ソフトテニス、卓球、ゴルフなど様々なスポーツに触れて育つ。父と遊ぶ時はバットとグローブ、ボールを持って近くの公園に行き、キャッチボールやノックを受けて遊んだ。
中学校入学後は吹奏楽部に所属し、テナーサックスを担当。3年時には東京都中学校吹奏楽コンクールにて「伝説のアイルランド」を演奏し金賞を受賞。
2006年には「Brass Festa多摩2006 三宅島復興祈念チャリティーコンサート」、2011年には「東日本大震災復興祈念チャリティーコンサート Brass Festa多摩2011」にて「丸谷明夫スペシャルバンド」に参加し、200名規模の大合同バンドで演奏。以降、現在も趣味でサックスを続けている。
高校入学後、野球への想いが再燃し硬式野球部のマネージャーを志願。甲子園へは届かなかったが充実した日々を過ごした。高校卒業後は創業200年の老舗和菓子屋に就職。都内の百貨店にて、金鍔など和菓子の販売や催事等に携わる。
その後、両親の影響もあり、和菓子屋から一転芝居の道を志す。父の仕事仲間や友人に文学座出身の俳優が大勢いたことから文学座を薦められ受験し、現在に至る。
文学座53期生、同期に池田倫太朗（俳優）。

## 人物
特技はサックスの演奏、野球の場内アナウンス、包装。
趣味、好きなものは野球観戦、星空観察、よさこい鳴子踊り（高知）、阿波踊り（徳島・高円寺）。他、ドラムや三味線も習っていた。
野球部の仲間である野田クラクションべべーが支配人を務める長野県のアウトドアサウナ「The Sauna」に出会って以降、サウナ巡りも趣味となる。
小学生の頃の夢は天文学者。市内の小学生を対象にした「科学」をテーマにした学習をする科学専門教室に通い、最終講義にて星をテーマにしたレポートの執筆・発表者に選ばれたことから、天文学の面白さに魅了される。現在は趣味で星空観察をしており、プラネタリウムや野外の星空の下で星に関連する作品の朗読をするのが夢。
父の影響で阪神タイガースファン。好きな選手は藤川球児氏。同氏の引退試合も甲子園球場へ駆けつけた。
野球知識検定3級を保持。高校野球、大学野球、社会人野球、プロ野球などジャンルを問わず観戦。文学座（信濃町）からすぐ近くの神宮球場では、夏の高校野球の予選や六大学野球の試合を一人で観戦することも。

## 資格・検定
- 野球知識検定3級
- スポーツ栄養プランナー
- 普通自動車第一種運転免許

## 出演

### 舞台
2016年
- 『日本アニメ．夜明け前』(オフィスワンダーランド)
- 朗読劇『シュレーディンガーの猫』(文化芸術推進フォーラム)

2017年
- 『食いしん坊万歳!～正岡子規青春狂詩曲～』(文学座)
- 朗読劇『観客たち』(東京ドイツ文化センター)

2018年
- 『黒蜥蜴』（[東京]フジテレビジョン／ぴあ／梅田芸術劇場、[大阪]関西テレビ放送／ぴあ／梅田芸術劇場）
- 朗読「シュレーディンガーの猫」「銀河鉄道の夜」

2019年
- 『日の浦姫物語』（こまつ座）

2021年
- 女優ふたり芝居「水まんじゅう、風に舞い」「わたしだけがいない海」
- 『ラクシュミー・バーイ 　赤真珠の女王』

2022年
- 『Polygamy〜最期の告白〜』
- 『鴉たちの居場所』(HHG+)
- 朗読劇『オオカミとヤギの不思議な友情物語』(HHG+)
- 『田園1968』(文学座)
- 『うん、さようなら』（Dream Witches）

2023年
- 『逃げろ！芥川』（文学座）

2024年
- 『コムタンスープ』（株式会社オフィスノーブ）
- 『アラビアンナイト』（文学座）
- 『摂』（文学座）[1]

2025年
- 『夏芙蓉』（文学座）[2]
- 『肝っ玉おっ母とその子供たち』（文学座）[3]

### TV
- 『渡る世間は鬼ばかり2016SP前編』（2016年9月18日-19日、TBSテレビ）
- 『シャキーン！』「それをやっちゃあ おしまいよ」Eテレ
- 『先人たちの底力 知恵泉「太宰治 その絶望を超えてゆけ」』Eテレ
- 『なつぞら』連続テレビ小説（2019年4月-9月、NHK）

### 映画
- 『劇場版ファイナルファンタジーXIV 光のお父さん』

### CM
- SUUMO（店頭・WEBCM）

### ナレーション
- 『THEATER MILANO-Za オープニングシリーズ動画』Vol.5〜7
- 『THEATER MILANO-Za　ラインナップ動画』

### VP
- 『公正な採用選考が企業にもたらすもの』東映教育映像部